# 3667 Anne-Marie
3667 Anne-Marie è un asteroide della fascia principale. Scoperto nel 1981, presenta un'orbita caratterizzata da un semiasse maggiore pari a 3,0815420 UA e da un'eccentricità di 0,2322762, inclinata di 16,24950° rispetto all'eclittica.
L'asteroide è dedicato ad Anne-Marie Malotki, un'amica dello scopritore Edward Bowell.